# Карл Бедекер
Карл Бедекер (нім. Karl Baedeker; 3 листопада 1801, Ессен — 4 жовтня 1859, Кобленц) — німецький видавець, заснував у 1827 році в Кобленці видавництво путівників по різних містах і країнах. Відомим за життя його зробили неперевершена достовірність і видавнича якість путівників, що носять його ім'я («Бедекер»).